# TÜV
Организации за технически надзор (на немски: Technischer Überwachungsverein, съкратено TÜV, ТЮФ) е асоциация на немски и международни сертифициращи експертни организации, извършващи контрол по осигуряване безопасността на продукцията. Често става въпрос за контрол относно спазването на правилата за безопасност, които са предписани от националите закони или разпоредби и се изпълняват от частния сектор като косвено държавно управление чрез предоставяне на кредити. Най-известната проверка за безопасност е техническият преглед на МПС, който в немскоговорещите страни разговорно е известен просто като TÜV. Членове на TÜV от момента на основаване през 1866 г. на първата „организация по надзор на парни котли“ (това е първоначалното название на компанията) нейни членове са търговски организации, които въвеждат в експлоатация оборудване, изискващо надзор.
Големите холдингови компании на TÜV действат в световен мащаб. Има международни скандали, в които TÜV е замесена, например при проверката на вредни гръдни импланти на фирмата Poly Implant Prothèse във Франция, и скъсването на язовирната стена Bento Rodrigues в Бразилия, оставило 19 мъртви.

## Задачи на TÜV
В Германия компаниите от TÜV са организирани основно в три големи холдингови компании: TÜV Süd, TÜV Rheinland и TÜV Nord. Съществуват също независимите TÜV Thüringen и TÜV Saarland. Всички те изпълняват задачи, произтичащи от държавната власт в областта на надзора на превозните средства, правата за шофиране (изпитите за правоспособност за управление на МПС) и безопасността на устройствата и продуктите. Най-малко 25,1% от всички компании, в названието на които има TÜV, принадлежат към регистрираната асоциация за технически надзор, на която, като на организация в помощ на немската икономика, държавата възлага гореспоменатите държавни задачи („Конвенцията TÜV“).
Предишното регионално разграничение в Германия (т. нар. „регионален принцип“) е премахнато във все повече области на дейността в резултат на дерегулация и либерализация. В тези области и в т. нар. „зона на свободната икономика“ компаниите работят самостоятелно на пазара като акционерни дружества и се конкурират помежду си. Те са представени по целия свят чрез дъщерни дружества в много области на работа, като сертифициране на продукти и на системи за управление.
В Австрия компанията TÜV Österreich, която е основана като асоциация за надзор през 1872 г., се развива в действащата на международно ниво група TÜV Austria. Организации, които имитират TÜV, са създадени и извън немскоговорещите страни. TÜV India, която е дъщерно дружество на TÜV Nord, съществува в Индия от 1989 г. От 2007 г. TÜV центрове работят и в Турция. Операторът е TÜVtürk, дъщерно дружество на TÜV Süd.
Дружество на TÜV е създадено и в България през 1994 г. като член на групата TÜV Rheinland. Дружеството има офиси в София, Варна и Стара Загора.

## Брандът TÜV
Марката TÜV е добре позната търговска марка, защитавана от тези изпитващи организации и от TÜV Association. Това е ценен актив за тези компании за тестване.
Сред широката общественост TÜV е известен преди всичко с техническите прегледи на МПС. Терминът TÜV се е превърнал в синоним на отговорни технически изпитвания (хората карат автомобилите си в TÜV често даже и в случаи, когато автомобилите им вече са проверени от други организации, тъй като предишният монопол за този преглед е прекратен).
В разговорния език TÜV-geprüft („проверено от TÜV“) е знак за качество на техническите изпитвания, направени от компанията TÜV. Означението TÜV-geprüft може да се поставя само от асоциацията за технически надзор TÜV или от нейна дъщерна компания. Всичко останало въвежда в заблуждение потребителя или е признак за недобросъвестна конкуренция. С този знак за качество все по-често се злоупотребява при фалшифицирана продукция.
Тъй като TÜV се ползва с висока репутация за неутралност и експертен опит в Германия и Австрия, но също и по света, и е добре познат, терминът се използва в разговорния език за обозначаване на много социални проблемни области и оплаквания, към които има високи изисквания за контрол и прозрачност: TÜV за бюрокрацията, Училищен TÜV, TÜV за пияни шофьори и т.н. Наскоро пренебрежителният термин „манталитет на TÜV“ дори е използван в пресата във връзка с кампанията за ваксиниране срещу Covid19 през 2021 г.

## История на TÜV
С увеличаването на броя и ефективността на парните двигатели по време на индустриалната революция, се случват все повече аварии, причинени от експлодиращи (или по-точно спукващи се) котли. След като котел избухва в пивоварната в Манхайм през януари 1865 г., възниква идеята котлите да се подлагат на редовни проверки на доброволна основа, както вече се прави във Великобритания. Двадесет собственици на котли в Баден се присъединяват към идеята и най-накрая се основава Gesellschaft zur Ueberwachung und Versicherung von Dampfkesseln („Общество за надзор и застраховка на парни котли“) на 6 януари 1866 г. в помещенията на фондовата борса в Манхайм. Това е първото инспекционно дружество на европейския континент. Други германски провинции и региони последват примера му.
Тези независими регионални надзорни организации под формата на асоциации са толкова успешни в предотвратяването на аварии, че от 1871 г. членството в такава асоциация е освободено от проверка от държавен инспектор. Регионалните „Асоциации за наблюдение и инспекция на парни котли“ (DÜV), като организации за самопомощ на операторите на парни котли, са ранен пример за успешна приватизация на предишните държавни инспекции. Успехът им в предотвратяването на инциденти в областта на бързо развиващата се технология за парни котли води до това да им се възложат тестовете за безопасност в други технически области, включително периодичните прегледи на моторните превозни средства и изпитите за шофьорска книжка.
Всички TÜV групи, произлезли от тези общи корени, използват марката TÜV и регионален суфикс (напр. TÜV Süd, TÜV Rheinland, TÜV Nord, TÜV Saarland, TÜV Thuringia, TÜV Austria) в името. В някои области те се конкурират помежду си и с други участници на пазара (виж по-горе).

## Сливания
В историята на асоциацията за технически надзор има много успешни сливания. По-нататъшните дискусии относно сливането на всички TÜV групи с TÜV Deutschland или TÜV Europe с цел премахване на конкуренцията помежду им вече не са уместни поради особеностите на антитръстовото законодателство. По същия начин сливането на TÜV Nord и TÜV SÜD не се осъществява през 2007 г. През пролетта на 2008 г. TÜV SÜD и TÜV Rheinland обявяват желанието си да се слеят, но и това не става поради позицията на Федералната служба за картелите.

## Основни членове
- TÜV Technische Überwachung Hessen GmbH
- TÜV NORD AG
- TÜV Rheinland AG
- TÜV Saarland e. V.
- TÜV SÜD AG
- TÜV Thüringen-Gruppe

### Логотипи на участници в TÜV
- TÜV Nord
- TÜV SÜD
- TÜV Rheinland
- TÜV Saarland
- TÜV Thüringen
- TÜV AUSTRIA

## TÜV Cert
Сертификационата асоциация TÜV Cert е група компании от TÜV с единни процедури за сертификация на системи за управление и квалификация на персонал и продукция в съответствие с международните стандарти и европейските директиви. Печатен орган на TÜV Cert е търговското списание Management und Qualität (Управление и качество). TÜV Cert е регистриран търговски знак. Общото събрание на TÜV Cert през 2008 г. реши, че от 1 януари 2009 г. не могат да се издаваат нови сертификати от TÜV Cert. Въпреки това, настоящите договори за сертифициране от TÜV Cert ще продължат да се обслужват в съответствие с договорите до изтичането им. Вместо от TÜV Cert сертификати се предлагат от съответните акредитирани членове на TÜV Cert.

## Подобни организации
Други организации, които провеждат общи изпитвания, са Dekra, Германската техническа инспекция (GTÜ), инспекцията за безопасност на транспортните средства (FSP) организацията за инспекция на моторни превозни средства от експерти на свободна практика (KÜS). Извън Германия прегледи, еквивалентни на немската обща инспекция, се извършват от голям брой организации (например SGS и Applus чрез дъщерни дружества в различни европейски страни).
Някои електрически устройства също са тествани от TÜV и следователно носят знак за изпитване TÜV вместо знак VDE („VDE Verband der Elektrotechnik Elektronik Informationstechnik e.V.“, Асоциация по електротехника, електроника, информационни технологии).
Освен това областите на отговорност на TÜV се припокриват с Германското дружество за сертифициране на системи за управление (DQS).